# No Fixed Address
A No Fixed Address a kanadai Nickelback 2014-ben megjelent nyolcadik stúdióalbuma. Ez a zenekar első albuma, amit a Republic Records adott ki, a Roadrunner Records elhagyása után.

## Az album dalai
A dallistát 2014. augusztus 22-én jelentették be. A dallista változásait 2014. október 29-én erősítették meg.
| 1.    | Million Miles an Hour                 | Chad Kroeger, Ryan Peake                               | 4:10 |
| 2.    | Edge of a Revolution                  | C. Kroeger, Peake, Mike Kroeger                        | 4:03 |
| 3.    | What Are You Waiting For?             | C. Kroeger, Peake, Jacob Kasher, Gordon "Gordini" Sran | 3:38 |
| 4.    | She Keeps Me Up                       | C. Kroeger, Kasher, Josh Ramsay                        | 3:57 |
| 5.    | Make Me Believe Again                 | C. Kroeger, David Hodges                               | 3:33 |
| 6.    | Satellite                             | C. Kroeger, Peake, Ramsay, Hodges                      | 3:57 |
| 7.    | Get 'Em Up                            | C. Kroeger                                             | 3:53 |
| 8.    | The Hammer's Comin' Down              | C. Kroeger, Peake, M. Kroeger                          | 4:24 |
| 9.    | Miss You                              | C. Kroeger, Peake, M. Kroeger                          | 4:02 |
| 10.   | Got Me Runnin' Round (feat. Flo Rida) | C. Kroeger, Kasher                                     | 4:05 |
| 11.   | Sister Sin                            | C. Kroeger, Peake                                      | 3:25 |
| 43:15 |                                       |                                                        |      |

## Közreműködők

### Nickelback
- Chad Kroeger – ének, szólógitár
- Ryan Peake – ritmusgitár, billentyűk, háttérvokál
- Mike Kroeger – basszusgitár, háttérvokál
- Daniel Adair – dobok, háttérvokál

## Külső hivatkozások
- A Nickelback hivatalos oldala